# Odo Marquard
Odo Marquard (ur. 26 lutego 1928 w Słupsku, zm. 9 maja 2015) – niemiecki filozof. W latach 1955–1963 był asystentem Joachima Rittera.

## Publikacje
- Zum Problem der Logik des Scheins im Anschluß an Kant. Über Möglichkeiten und Grenzen einer kompromittierenden Genealogie der Metaphysik, Diss. phil. Freiburg im Breisgau 1954
- Skeptische Methode im Blick auf Kant, Alber, Freiburg/München 1958
- Schwierigkeiten mit der Geschichtsphilosophie, Suhrkamp (Theorie), Frankfurt am Main 1973
- Abschied vom Prinzipiellen, Reclam (Reclam Universal-Bibliothek 7724), Stuttgart 1981, ISBN 978-3-15-007724-5 (wyd. pol.: Rozstanie z filozofią pierwszych zasad : studia filozoficzne, przeł. Krystyna Krzemieniowa, Oficyna Naukowa, Warszawa 1994, ISBN 83-85505-23-7)

- Apologie des Zufälligen, Reclam (UB 8351), Stuttgart 1986, ISBN 978-3-15-008351-2 (wyd. pol.: Apologia przypadkowości : studia filozoficzne, przeł. Krystyna Krzemieniowa, Oficyna Naukowa, Warszawa 1994, ISBN 83-85505-24-5)
- Aesthetica und Anaesthetica, Schöningh, Paderborn 1989 (wyd. pol.: Aesthetica i anaesthetica : rozważania filozoficzne, przeł. Krystyna Krzemieniowa, Oficyna Naukowa, Warszawa 2007, ISBN 978-83-7459-045-7)
- Skepsis und Zustimmung, Reclam (UB 9334), Stuttgart 1994, ISBN 978-3-15-009334-4
- Glück im Unglück, Fink, München 1995 (wyd. pol.: Szczęście w nieszczęściu : rozważania filozoficzne, przeł. Krystyna Krzemieniowa, Oficyna Naukowa, Warszawa 2001, ISBN 83-88164-37-6)
- Philosophie des Stattdessen, Reclam (UB 18049), Stuttgart 2000, ISBN 978-3-15-018049-5
- Skepsis als Philosophie der Endlichkeit, Bouvier, Bonn 2002
- Zukunft braucht Herkunft, Reclam (Reihe Reclam), Stuttgart 2003, ISBN 978-3-15-050040-8
- Individuum und Gewaltenteilung, Reclam (UB 18306), Stuttgart 2004, ISBN 978-3-15-018306-9
- Skepsis in der Moderne, Reclam (UB 18524), Stuttgart 2007, ISBN 978-3-15-018524-7